# Orphanodendron bernatii
Orphanodendron bernatii är en ärtväxtart som beskrevs av Rupert Charles Barneby och James Walter Grimes. Orphanodendron bernatii ingår i släktet Orphanodendron och familjen ärtväxter. Inga underarter finns listade i Catalogue of Life.